# Rendezvous der Killer
Rendezvous der Killer ist eine französisch-deutsche Agentenfilmkomödie aus dem Jahre 1965 mit Jean Marais und Nadja Tiller in den Hauptrollen.

## Handlung
Der Schriftsteller und prügelfeste Agent wider Willen Stanislas Dubois (siehe „Produktionsnotizen“) stellt im Rahmen eines Literaturjournals im Fernsehen sein neuestes Werk „Memoiren eines Spions“ vor. Am darauf folgenden Tag muss er in der Zeitung eine bissige und ironische Kritik seines Werks lesen, unterzeichnet mit „Rameaus Neffe“. Voller Zorn stürmt er augenblicklich in die Redaktion derjenigen Zeitung, die diesen Verriss abgedruckt hat, um mit dem ominösen Kritiker ein Wörtchen zu reden. Dabei handelt es sich um niemand anderen als um die hübsche Bénédicte Rameau. Von ihrem Liebreiz und Charme angetan, wird Stanislas Dubois rasch erweicht, versöhnt sich mit ihr und beginnt mit der selbstbewussten jungen Frau zu flirten.
Doch wenig später geraten die beiden, nachdem ihm im Redaktionsgebäude eine Leiche aus dem Fahrstuhl entgegenfällt, in wahrlich turbulente Abenteuer, die all diejenigen Behauptungen, die Stanislas in seinem Buch abgab und über die sich Bénédicte ausgiebig mokiert hatte, als äußerst wahr erscheinen lassen. Ganz offensichtlich will ihm jemand ans Leben, denn bald stirbt auch noch ein für Stanislas’ Finanzen zuständiger Steuerbeamter an einem Glas vergifteten Whiskys, der eindeutig für ihn bestimmt war. Stanislas und Bénédicte müssen noch einige haarsträubende Abenteuer mit britischen, amerikanischen und sowjetischen Spionen bestehen, ehe sie hinter das Geheimnis der Mordanschläge geraten und warum jemand mutmaßlich Stanislas ans Leder will.

## Produktionsnotizen
Rendezvous der Killer wurde am 24. September 1965 in Paris uraufgeführt. Am 17. Dezember 1965 fand die deutsche Erstaufführung statt.
Der Film ist eine Fortsetzung der 1963 entstandenen Komödie Geheimagent S. schlägt zu desselben Regisseurs, ebenfalls mit Marais in der Hauptrolle.

## Synchronisation
| Rolle            | Darsteller    | Synchronsprecher   |
| ---------------- | ------------- | ------------------ |
| Stanislas Dubois | Jean Marais   | Claus Biederstaedt |
| Bénédicte Rameau | Nadja Tiller  | sie selbst         |
| Oberst de Sailly | André Luguet  | Thomas Reiner      |
| Claire           | Nicole Maurey | Eleonore Noelle    |

## Kritiken
Das Lexikon des internationalen Films verortete in dem Film eine „parodistisch angehauchte[n] Spionage- und Kriminalkomödie, die teilweise recht flott unterhält“.
US-Kritiker Leonard Maltin sah eine „fähige Besetzung“ am Werk und resümierte: „Landschaft überstrahlt das Drehbuch.“